# Rio Pardo
Rio Pardo este un oraș în Rio Grande do Sul (RS), Brazilia.